# Micrometeoroide

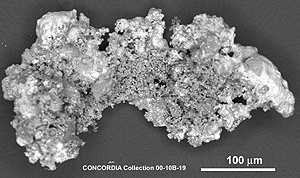
Micrometeoroide recogido en la nieve antártica.

Un micrometeoroide (también llamado micrometeorito o micrometeoro) es un meteoroide diminuto; una pequeña partícula de roca del espacio, por lo general con un peso inferior a un gramo.

## Interés científico
Los micrometeoroides son pequeñísimos trozos de roca, normalmente metálicos, rotos de pedazos más grandes de roca y escombros, que a menudo datan de la formación del sistema solar. Los micrometeoroides son muy comunes en el espacio, en particular cerca de la Tierra. Estas partículas diminutas suponen una importante contribución a los procesos de erosión espacial. Cuando impactan en la superficie de la Luna, o cualquier otro cuerpo carente de atmósfera, como Mercurio o los asteroides, la fusión y vaporización resultante produce el oscurecimiento y otros cambios ópticos del regolito. Con el fin de entender mejor la población de micrometeoroides, varias naves espaciales (Lunar Orbiter 1, Luna 3, Mars 1 y Pioneer 5) han llevado consigo detectores de micrometeoroides.
Los micrometeoritos se forman en el espacio, y salen disparados cuando un objeto bastante grande se rompe con algo. Pueden llegar a la Tierra precisamente en la atmósfera, para quedarse durante millones de años. Más tarde, en las nubes, caen con las gotas de lluvia o nieve. Dentro de cada gota hay un trozo de esos pequeños meteoritos o arena. En cada gota puede haber hasta cinco micrometeoritos.
Al final, en la superficie, se oxidan con el tiempo, tanto más cuanto más hierro contengan.
Pueden proporcionar información a escala milimétrica de los procesos de calentamiento en la nebulosa solar. 
Los micrometeoritos —reciben este nombre cuando llegan a la superficie terrestre, pueden ser recogidos en áreas donde existe  sedimentación, como por ejemplo las regiones polares. El hielo es recogido, luego derretido y posteriormente filtrado, para así extraer los micrometeoritos utilizando un microscopio.
Con un imán cualquiera rozando o tocando el terreno, siempre dejando un lugar de espacio entre imán y terreno, el imán atrapa los trozos pequeños de esos micrometeoritos, siempre en zonas abiertas, y sin árboles y donde no hay desiertos, donde llueve bastante.
Otra forma de obtenerlos es, en una "canalera" de agua, pasar un imán, los trocitos que se adhieran al imán son micrometeoritos. Esta es una de las formas más usuales de recoger los micrometeoritos, ya que se suelen almacenar en estos sitios.
Aparte, en la época cercana (días antes, días después o ese mismo día) a una lluvia de meteoritos, se puede dejar un cubo, una palangana o un balde lleno de agua en un terreno. A la mañana siguiente, se puede pasar un imán por el cubo y observar los fragmentos que se han adherido.
En ocasiones, se puede llegar a obtener un gran número de ellos, pero eso depende de muchos factores (intensidad, lluvia, terreno).

## Efectos en programas espaciales
Los micrometeoroides plantean una seria amenaza para la exploración espacial. Su velocidad con relación a una nave espacial en órbita puede ser del orden de kilómetros por segundo, y la resistencia al impacto de micrometeoroides constituye un desafío en el diseño de naves espaciales y trajes espaciales. Aunque el mínimo tamaño de la mayor parte de micrometeoroides limita el daño producido, estos impactos a gran velocidad degradan constantemente la cubierta externa de la nave. La exposición a largo plazo puede amenazar la funcionalidad de los sistemas de una nave espacial.
Los impactos por pequeños objetos a alta velocidad constituye un tema corriente dentro de la investigación en balística terminal. La aceleración de objetos hasta tales velocidades es difícil; las técnicas actuales incluyen motores lineales y cargas huecas. El riesgo es mayor para objetos que estén en el espacio durante largos períodos del tiempo, tales como satélites o hipotéticas naves en viajes interestelares.